# Andrew A. Croft

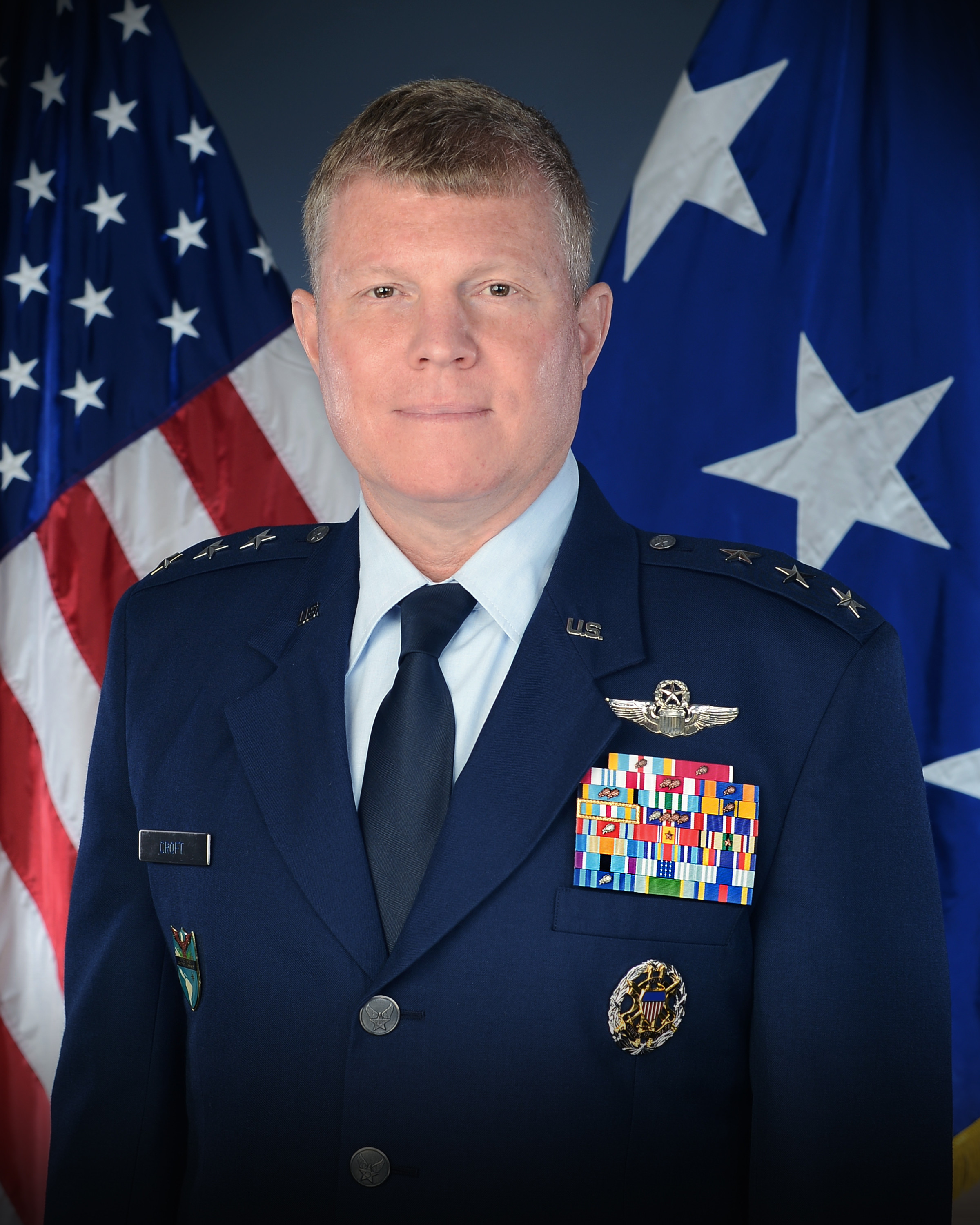
Andrew A. Croft (2021)

Andrew A. Croft (* um 1966) ist ein pensionierter Generalleutnant der United States Air Force. Er war unter anderem Kommandeur der 12. Luftflotte.
Über das ROTC-Programm der University of California, Los Angeles gelangte er im Jahr 1988 in das Offizierskorps der United States Air Force. Dort durchlief er anschließend alle Offiziersränge vom Leutnant bis zum Drei-Sterne-General.
Im Lauf seiner militärischen Karriere absolvierte er verschiedene Kurse und Schulungen. Dazu gehörten unter anderem eine Ausbildung zum Kampfpiloten und weitere Fortbildungskurse als Pilot neuer Flugzeugtypen; die Squadron Officer School auf der Maxwell Air Force Base in Alabama; das Air Command and Staff College, das sich ebenfalls auf der Maxwell AFB befindet und das Naval War College in Newport in Rhode Island. Außerdem erhielt er akademische Grade von der Embry-Riddle Aeronautical University und der Air University.
In seinen frühen Jahren als Offizier der Luftwaffe war er an verschiedenen Stützpunkten in den Vereinigten Staaten stationiert. Dabei war er als Pilot, Flugausbilder oder Stabsoffizier bei unterschiedlichen Einheiten tätig. Dazwischen absolvierte er die erwähnten Schulungen. Croft nahm als Pilot an den Operationen Southern Watch und Northern Watch im Irak teil. Zwischen Januar 1998 und Juli 2000 war er als Waffenoffizier bei der 67. Kampfstaffel (67th Fighter Squadron) auf der Kadena Air Base in Japan stationiert.
Zwischen Juli 2005 und Juli 2007 kommandierte Croft als Oberstleutnant die 433. Waffenschwadron (433d Weapons Squadron), die zur Waffenschule der Air Force gehörte und auf der Nellis Air Force Base in Nevada stationiert war. Nach seinem bis zum Juni 2008 andauerndem Studium am Naval War College wurde Andrew Croft nach Izmir in die Türkei versetzt. Dort war er Stabsoffizier bei den NATO-Luftstreitkräften für Südosteuropa. Danach gehörte er bis zum Juli 2010 dem Stab der Joint Chiefs of Staff an.
Daran schloss sich eine Versetzung zur Randolph Air Force Base in Texas an. Dort kommandierte er als Oberst zwischen Juli 2010 und Juni 2012 die 12th Operations Group. Danach erhielt er auf der Holloman Air Force Base in New Mexico den Oberbefehl über das 49. Geschwader, das er zwischen Juni 2012 und Juni 2014 innehatte. Es folgte eine Versetzung zur Peterson Air Force Base in Colorado. Dort gehörte er bis zum Juni 2015 der Stabsabteilung für Operationen des North American Aerospace Defense Commands (NORAD) an.
Als Nächstes kehrte er zur Randolph AFB zurück, wo er zwischen Juni 2015 und April 2017 dem Stab des Air Education and Training Commands angehörte. Danach wurde er nach Bagdad in den Irak versetzt. Dort war Andrew Croft zwischen April 2017 und Juli 2018 stellvertretender Kommandeur der im Rahmen der Operation Inherent Resolve eingesetzten alliierten Luftstreitkräfte. Am 3. August 2018 übernahm er auf der Davis-Monthan Air Force Base in Arizona als Nachfolger von Mark D. Kelly das Kommando über die 12. Luftflotte. Dieses Amt bekleidet er bis zum 21. August 2020, als er von Barry Cornish abgelöst wurde. Diese Luftflotte ist die Luftkomponente des United States Southern Commands und besteht unter anderem aus mehreren regulären Geschwadern und diversen Reserve- bzw. Nationalgardegeschwadern.
Nach dem Ende dieser Mission wurde Andrew Croft zur Langley Air Force Base in Virginia beordert. Dort gehörte er zwischen August 2020 und Januar 2021 als Special Assistant to the Commander dem Stab des Air Combat Commands (ACC) an. Sein letzter militärischer Auftrag führte ihn nach Doral in der Nähe von Miami in Florida. Dort war er ab Januar 2021 bis zu seiner Pensionierung im Februar 2023 stellvertretender Kommandeur des United States Southern Commands.
Während seiner aktiven Zeit als Militärpilot absolvierte er über 3100 Flugstunden auf verschiedenen Flugzeugtypen.

## Daten der Beförderungen
| Abzeichen | Rang               | Jahr              |
| --------- | ------------------ | ----------------- |
|           | Second Lieutenant  | 10. Januar 1989   |
|           | First Lieutenant   | 10. Januar 1991   |
|           | Captain            | 10. Januar 1993   |
|           | Major              | 1. Juni 2000      |
|           | Lieutenant Colonel | 1. April 2004     |
|           | Colonel            | 1. August 2009    |
|           | Brigadier General  | 10. Juni 2015     |
|           | Major General      | 3. August 2018    |
|           | Lieutenant General | 28. Dezember 2020 |

## Orden und Auszeichnungen
Andrew Croft erhielt im Lauf seiner militärischen Laufbahn unter anderem folgende Auszeichnungen:
- Defense Superior Service Medal
- Legion of Merit
- Defense Meritorious Service Medal
- Meritorious Service Medal
- Air Medal
- Aerial Achievement Medal
- Joint Service Commendation Medal
- Air Force Commendation Medal
- Joint Meritorious Unit Award
- Air Force Outstanding Unit Award
- Combat Readiness Medal
- National Defense Service Medal
- Southwest Asia Service Medal
- Inherent Resolve Campaign Medal
- Global War on Terrorism Expeditionary Medal
- Global War on Terrorism Service Medal
- Humanitarian Service Medal
- Air Force Longevity Service Award